# Famille Everardi
Ne doit pas être confondu avec la famille Everaerts de Gand.

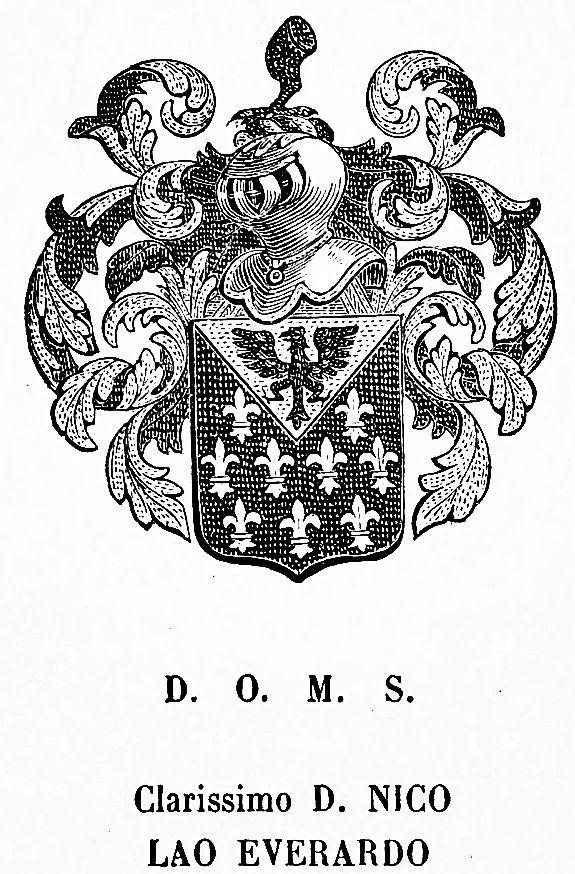
armes de Nicolaus Everardi avec comme brisure une aigle.

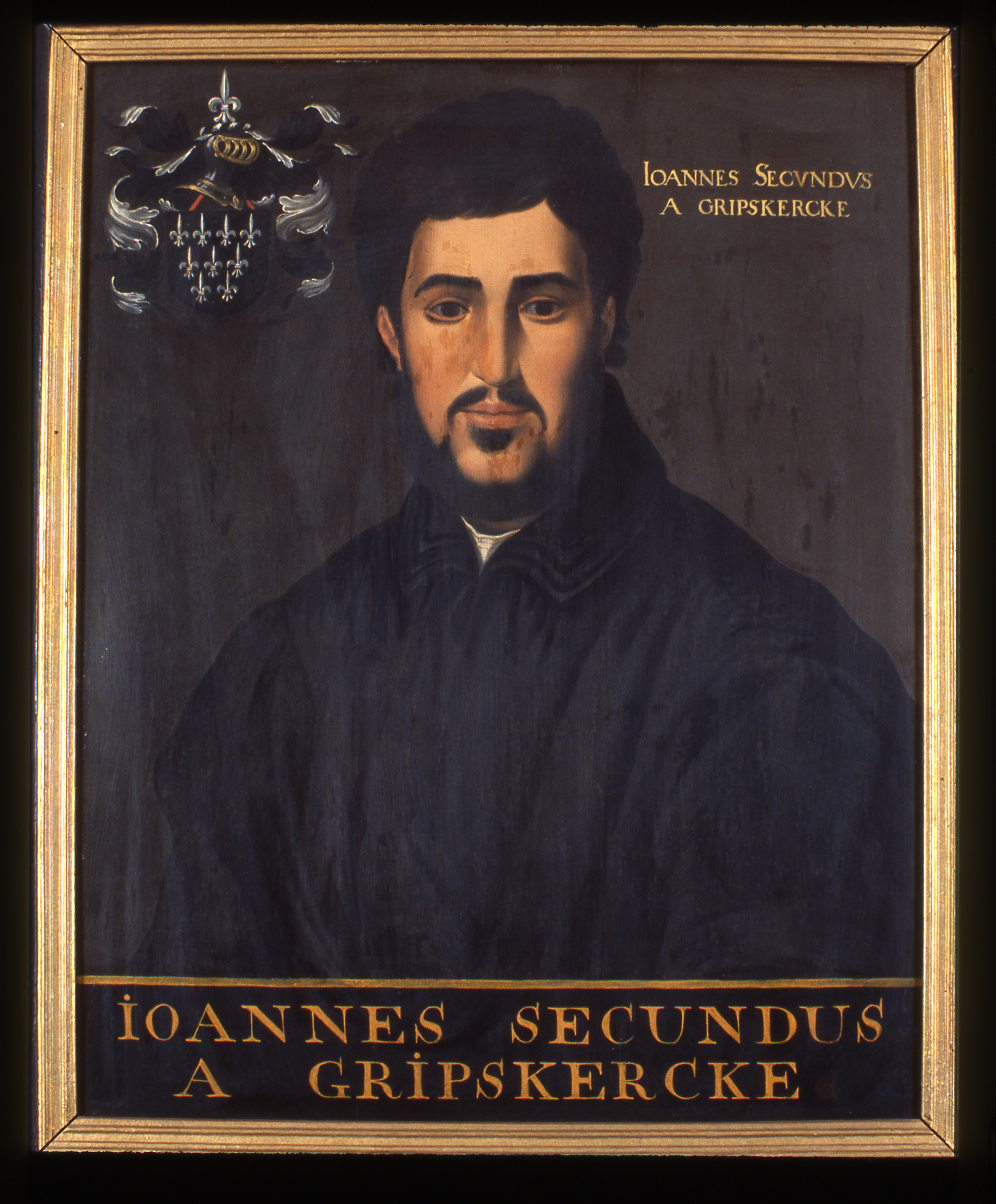
Portrait armorié de Jean Second.

La famille Everardi, latinisation du patronyme de son premier porteur Klaas Evertszoon dit Nicolaus Everardi, francisé en Nicolas Éverard, célèbre juriste et écrivain néolatin, est originaire de Grijpskerke ou de Middelbourg dans l'île de Walcheren. Le père de Nicolas Everardi était batelier.
Certains auteurs ultérieurs on retraduit le nom Everardi en Everaerts.
Cette famille s'est rendue célèbre dans les lettres néolatines en leur donnant plusieurs élégants poètes.

## Membres de cette famille
- Nicolaus Everardi, président du Conseil de Hollande.
  - Jean Second, fils du précédent, humaniste, poète néo latin.
  - Nicolaus Grudius, humaniste, poète néolatin.
  - Hadrianus Marius, humaniste, poète néolatin.
  - Nicolaas II Everaerts, président du Grand conseil des Pays-Bas.

## Pour approfondir